# 圣欧拉利娅巴赫拉
圣欧拉利娅巴赫拉（西班牙語：Santa Eulalia Bajera）是西班牙拉里奥哈自治区的一个市镇。总面积8平方公里，总人口129人（2001年），人口密度16人/平方公里。